# Friedrich Klug (Widerstandskämpfer)
Friedrich Klug (* 19. August 1908 in Schulenburg; † 5. September 1943 bei Patras in Griechenland) war ein deutscher Buchhalter, Widerstandskämpfer und politisch Verfolgter des NS-Regimes.

## Leben
Der gelernte Buchhalter Friedrich Klug engagierte sich zur Zeit der Weimarer Republik als Mitglied in dem schon im Deutschen Kaiserreich 1911 von Arbeitern gegründeten Turn- und Sportverein Mecklenheide. Als zum 20. Gründungsjubiläum des Vereins dieser als erster Arbeiter-Turn- und Sportverein Hannovers von Fußballspielern aus Wien zu Freundschaftsspielen besucht wurde, verpfändete Fritz Klug gemeinsam mit anderen Sportgenossen seinen Hausrat, um die finanziellen Mittel für den Ausbau von Erweiterungsbauten wie Dusch- und Waschräumen bereitstellen zu können.
Im Jahr der Machtergreifung durch die Nationalsozialisten hatte Klug 1933 den Vorsitz des TuS Mecklenheide übernommen und bemühte sich vor allem um die Förderung der Jugendlichen des Vereins. Doch nachdem im Zuge der Gleichschaltung der Sportverein aufgelöst und enteignet wurde, schloss sich Friedrich Klug der Widerstandsorganisation „Sozialistische Front“ an, verteilte Flugblätter und warb neue Anhänger.
Friedrich Klug, der zuletzt in der Sommerfeldstraße 25 in Ledeburg wohnte, wurde im Alter von 28 Jahren am 22. September 1936 wegen „Vorbereitung zum Hochverrat“ verhaftet. Seine Strafe saß er bis 1939 im Zuchthaus Hameln ab. Dadurch galt er bei Beginn des Zweiten Weltkrieges als „wehrunwürdig“. Nach Internierungen in Konzentrationslagern wurde er 1943 doch noch zur Wehrmacht berufen, allerdings in Griechenland stationiert als Angehöriger einer Strafkompanie. Dort zog er sich die Darmerkrankung Bakterienruhr in einem Feldlazarett bei Patras zu.

## Friedrich-Klug-Straße
Im hannoverschen Stadtteil Ledeburg wurde ein Teil der älteren Straße Am Tannenkamp, der von dort bis zum Kurländer Weg führt, 1986 zu Ehren des Widerstandskämpfers in Friedrich-Klug-Straße umbenannt.

## Sommerfeldstraße 25

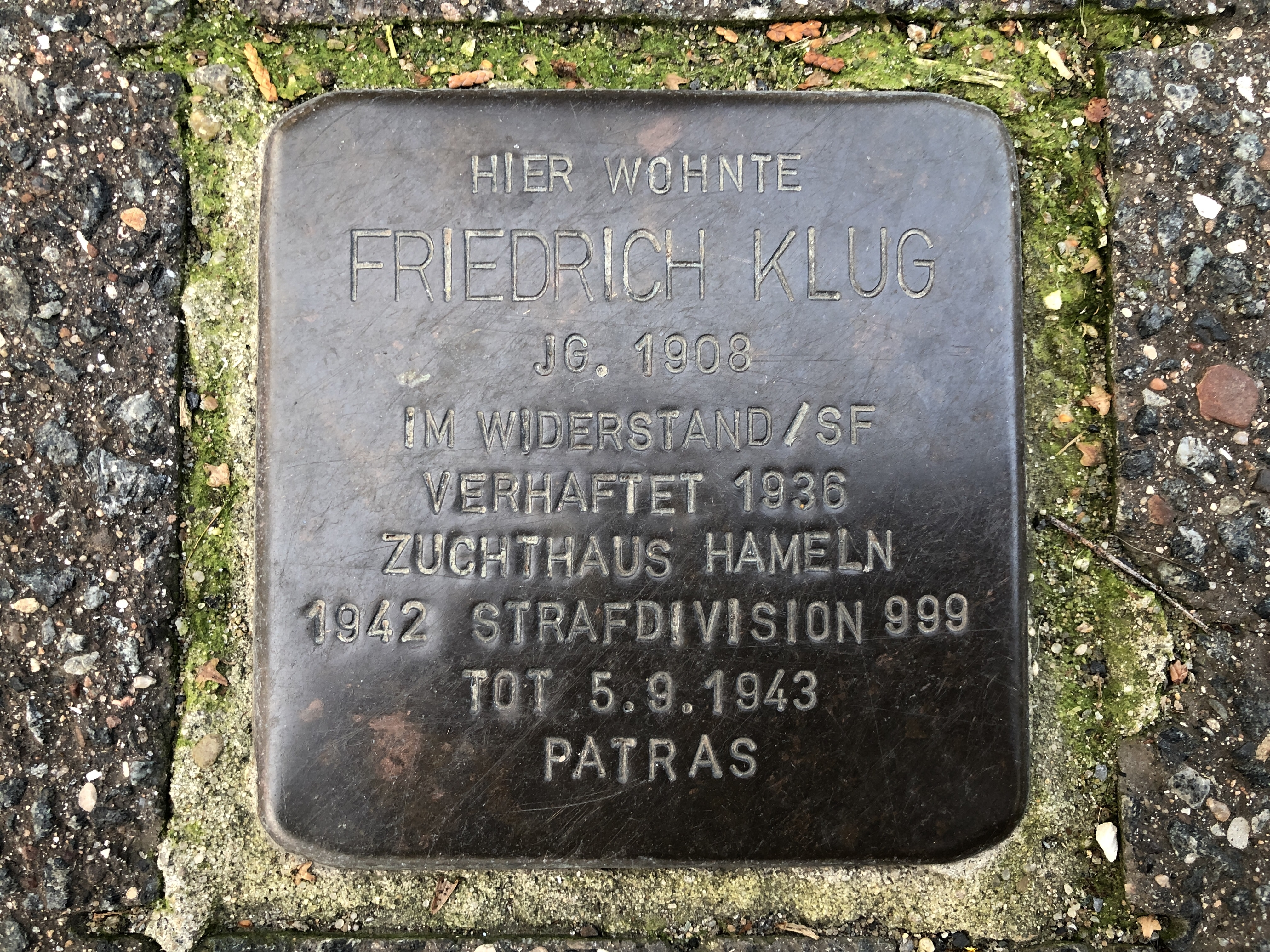
Stolperstein für Friedrich Klug in Hannover

Vor dem Gebäude des letzten selbstgewählten Wohnsitzes von Friedrich Klug verlegte der Künstler Gunter Demnig am 6. Oktober 2014 in Gegenwart von Angehörigen und Bekannten des NS-Opfers in den Asphalt vor der Sommerfeldstraße 25 in Ledeburg einen Stolperstein mit der Aufschrift

„Hier wohnte Friedrich Klug (JG. 1908) im Widerstand verhaftet 1936.“